# ベステラ
ベステラ株式会社（英: BESTERRA CO.,LTD）は、東京都中央区に本社を置く日本の企業。プラント解体工事会社である。

## 事業内容
- プラント解体工事（製鉄・重工、火力、ガス、石油精製・石油化学、化学、環境対策工事、微量PCB 中・大型トランス、特殊工法）
- 環境対策関連工事（アスベスト除去工事、焼却炉解体工事、ダイオキシン対策工事）、PCBトランス解体（現地確認、計画、解体養生、事前・付帯作業、分割・解体作業）
- 3D計測（3Dレーザースキャン計測・データサービス、3D解体、寸法計測、2次元図面化、ウォークスルー動画作成、地震・火災現場3D計測）
- 人材サービス（人材派遣・紹介サービス、人材育成、IT・施工管理、専門職）

## 沿革
- 1947年3月	吉野春吉（現会長 吉野佳秀の父）により土木工事業「吉野商店」（愛知県名古屋市中川区）創業
- 1964年2月	吉野佳秀（現会長）が事業を引継ぐ
- 1974年2月	プラント解体事業を主たる目的として当社設立
- 資本金：3,000千円（発行済株式数6,000株）
- 本店所在地：名古屋市中区
- 1974年8月	一般建設業許可（愛知県知事）を取得
- 1978年1月	本店を名古屋市中川区へ移転
- 1981年9月	本店を千葉県八街市へ移転
- 1984年3月	一般建設業許可（千葉県知事）を取得
- 1993年10月 一般建設業許可（建設大臣）を取得
- 2002年5月	本店を東京都江東区へ移転
- 2004年7月	特許「大型球形貯槽の切断解体方法（リンゴ皮むき工法）」を取得（平成６年８月申請）
- 2004年11月 特定建設業許可（土木工事業、とび・土工工事業）（東京都知事）を取得
- 2005年9月	特許「搭状構築物の解体工法および装置」を取得
- 2007年9月	特許「ボイラの解体方法」を取得
- 2008年11月 特定建設業許可（建築工事業、鋼構造物工事業）（東京都知事）を取得
- 2009年5月	本店を東京都墨田区へ移転
- 2010年4月	特許「大型球形貯槽の切断解体方法（リンゴ皮むき工法）」を遠隔操作にて実現可能とする溶断ロボット「りんご☆スター」を開発
- 2012年3月	特定建設業許可（塗装工事業）（東京都知事）を取得
- 2013年1月	一般労働者派遣事業許可（厚生労働大臣）を取得し、 人材サービスに参入
- 2013年9月	特定建設業許可（管工事業）（東京都知事）を取得
- 2013年12月 有料職業紹介事業許可（厚生労働大臣）を取得
- 2014年2月	個人情報保護認証「プライバシーマーク」を取得
- 2015年1月	3D計測サービスを開始する
- 2015年4月	3D計測サービスに参入
- 2015年9月	東京証券取引所マザーズ市場に株式を上場
- 2016年10月 特定建設業許可（解体工事業）（東京都知事）を取得
- 2017年1月	測量業者の登録を行う
- 2017年9月	東京証券取引所市場第一部に株式を上場
- 2018年7月	株式会社日立プラントコンストラクションと原子力発電設備解体事業に関する業務提携
- 2018年8月	本社を東京都江東区へ移転
- 2018年9月	第一カッター興業株式会社とプラント設備解体事業に関する包括的業務提携
- 2018年11月 特定建設業許可（機械器具設置工事業）（東京都知事）を取得
- 2019年9月	リバーホールディングス株式会社と高度循環型社会実現に向けた資本業務提携
- 2019年12月 3D事業およびプラント設計事業を行う子会社3Dビジュアル株式会社を設立
- 2020年9月	リバーホールディングス株式会社を持分法適用関連会社化
- 2021年 12月 株式会社矢澤の全株式を取得し子会社化
- 2022年 4月 東京証券取引所 プライム市場へ移行
- 2022年 7月 株式会社日立パワーソリューションズと国内陸上風力発電設備の解体特許技術に関する実施許諾契約を締結
- 2022年 9月 株式会社クラッソーネと資本業務提携
- 2022年 11月 特定建設業許可（国土交通大臣許可）を取得